# Neck Cemetery
Neck Cemetery ist eine deutsche Heavy-Metal-Band aus Nordrhein-Westfalen.

## Geschichte
Neck Cemetery wurde 2018 gegründet, wobei die Inspiration für den Bandnamen von dem Ramones-Song Pet Semetery stammt. Zur ursprünglichen Besetzung gehörten Jens Peters (Gesang), Yorck Segatz (Gitarre), Boris Dänger (Gitarre) und Lukáš Strunck (Schlagzeug), kurz nach den Aufnahmen zum Demo Death by Banging im März 2019 komplettierte Bassist Matthias „Mad Matt“ Hauser das Line-up. Im Juli 2020 unterschrieb die Band einen Plattenvertrag mit dem Metal-Label Reaper Entertainment und brachte noch in Eigenregie die Single The Night False Metal Dies raus. Vor der Veröffentlichung des Debüt-Albums Born in a Coffin wurden zu zwei darauf vertretenen Songs Musikvideos produziert. Bei dem animierten (Lyric-)Video zu Castle of Fear, das sich den Taten des amerikanischen Serienmörders H. H. Holmes widmet, führte der Bonner Filmemacher Moritz Hellfritzsch Regie. Born in a Coffin wurde am 9. Oktober 2020 veröffentlicht. Neck Cemetery wurde von den Lesern des Rock Hard zum „Newcomer 2020“ gewählt.
Neck Cemetery traten 2022 auf einigen großen Musik-Festivals auf, darunter das Rock Hard Festival und das Wacken Open Air. Im Dezember 2022 verließ der ebenfalls in der Band Sodom aktive Yorck Segatz aus zeitlichen Gründen die Band. Sein Nachfolger wurde Jörn Reese. Am 27. Oktober 2023 erschien erneut bei Reaper Entertainment das zweite Album Bring Us the Head, das sich thematisch mit dem Kino der 80er und 90er Jahre befasst. 2023 verließ Lukas Strunck die Band. Neuer Schlagzeuger wurde Alexander Müller.

## Rezeption
Death by Banging stieß bei der Fachpresse auf positive Resonanz und wurde u. a. im Rock Hard zum „Demo des Monats“ gekürt. Die Kritiken zu Born in a Coffin fielen primär positiv aus – so vergab Rock-Hard-Autor Marcus Schleutermann acht von zehn Punkten, im Legacy-Magazin erreichte das Album elf von fünfzehn Punkten und wurde als „sehr coole[s] Debüt“ bezeichnet. Etwas verhaltener äußerte sich Lothar Gerber vom Metal Hammer, der das Album als „handelsübliche[n], wenngleich absolut astrein vorgetragene[n] Achtziger-Metal“ bezeichnete und „Luft nach oben“ attestierte.

## Sonstiges
Yorck Segatz spielt seit 2018 Gitarre bei Sodom. Jens Peters ist als Autor für das Rock-Hard-Magazin tätig. Matthias Hauser spielte Gitarre bei Hornado. Lukáš Strunck und Boris Dänger spielten bereits gemeinsam bei der Hardrock-Band Black Sheriff.

## Diskografie
Alben
- 2020: Born in a Coffin (Reaper Entertainment / Universal Music)
- 2023: Bring Us the Head (Reaper Entertainment / Universal Music)

Singles und EPs
- 2019: Death by Banging
- 2020: The Night False Metal Dies
- 2022: Behind the Mask